# Tinamou noctivague
Crypturellus noctivagus
Espèce
Statut de conservation UICN

 NT  : Quasi menacé

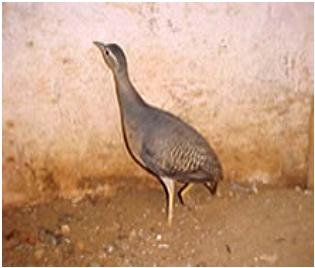
Crypturellus noctivagus zabele

Le Tinamou noctivague (Crypturellus noctivagus) est une espèce d'oiseau terrestre de la famille des Tinamidés endémique du Brésil.

## Description
Il mesure entre 29 et 32,5 cm.

## Habitat
Il vit dans la caatinga (forêt épineuse caractérisé par une saison sèche et une saison humide) et dans la forêt Atlantique entre 0 et 300 m d'altitude.

## Sous-espèces
Selon Catalogue of Life (6 janv. 2013) et la classification de référence du Congrès ornithologique international (version 15.1, 2025), cet oiseau est représenté par deux sous-espèces :
- Crypturellus noctivagus zabele (Spix, 1825) — nord-est du Brésil ;
- Crypturellus noctivagus noctivagus (Wied-Neuwied, M, 1820) — sud-est du Brésil.